# Foofur
Foofur est une série télévisée d'animation américaine en 26 épisodes de 30 minutes, diffusée entre le 13 septembre 1986 et le 18 février 1988 sur le réseau NBC.
En France, elle est diffusée en 1988 sur Canal+ et Antenne 2 puis rediffusée sur cette même chaîne (devenue France 2) jusqu'en 1998, et au Québec à partir du 3 septembre 1988 sur Canal Famille.

## Synopsis
Dans un grand manoir vétuste, vit une bande de chiens composée de : Louis, un grincheux bulldog ; Annabelle, sa petite-amie bobtail ; la douce Camille (qui a le béguin pour Louis) ; la patiente cocker spaniel Doris et son petit mari Fritz, un Schnauzer miniature ; le chat Attila, persuadé qu'il est ceinture noire de karaté, ainsi que la jeune Rocky et Fencer. Le groupe est dirigé par Foofur, un chien bleu brillant de haute taille, de race Saint-Hubert, calme et ingénieux.
Leur ennemie est Miss Cornelia (et son chihuahua), qui cherche à vendre le domaine et qui ignore que les chiens y vivent car ils se cachent dès qu'elle y entre. Foofur et ses amis fait tout pour empêcher l'achat de la maison, qu'ils protègent des rats qui vivent au sous-sol, de Vinnie et sa meute de chats, et des humains avides.
Chaque jour, ils se retrouvent aux prises avec les petits problèmes liés à leur coexistence, mais font toujours front commun lorsqu'ils sont, par exemple, menacés par les ramasseurs d'animaux qui veulent à les enfermer à la fourrière.
De plus, un lévrier afghan s'oppose également à Foofur et rivalise avec lui pour gagner l'affection de Dolly, une chienne basset.

## Fiche technique
Sauf indication contraire, les informations mentionnées dans cette section peuvent être confirmées par la base de données cinématographiques IMDb,  présente dans la section « Liens externes ».
- Titre original : Foofur
- Réalisation : Ray Patterson, Arthur Davis, Don Lusk, Carl Urbano, Rudy Zamora, Oscar Dufau, Bob Goe, John Kimball et Paul Sommer
- Scénario : Phil Mendez, Mark Young, Mark Cassutt, Marion Wells, Reed Robbins, Christina Adams, John Bonaccorsi, Tony Marino, David Schwartz, Anthony Adams, Barry E. Blitzer, Samantha Clemens, Mark Edward Edens, Gary Greenfield, Kristina Luckey et Dennis Marks
- Photographie :
- Musique : Hoyt S. Curtin
- Casting : Andrea Romano
- Montage : Gil Iverson
- Décors :
- Costumes :
- Animation : Frank Andrina, Oliver Callahan, Joan Drake, Rick Leon, Don Patterson, Joanna Romersa, Jay Sarbry, James T. Walker, Janine Dawson, Bob Goe, Tayk Kim, Norman Drew et Lynn Hoag
- Production : Kay Wright et Paul Sabella
  - Producteur délégué : Joseph Barbera, William Hanna et Freddy Monnickendam
  - Producteur associé : Bernard Wolf
- Sociétés de production : Hanna-Barbera Productions et SEPP International S.A.
- Société de distribution : Worldvision Enterprises
- Chaîne d'origine : NBC
- Pays d'origine :  États-Unis
- Langue originale : anglais
- Genre : animation
- Durée : 30 minutes

## Distribution

### Voix originales

#### Acteurs principaux et secondaires
- Michael Bell : Harvey
- Susan Blu : Dolly
- William Callaway : Burt
- Hamilton Camp
- Pat Carroll : Hazel
- Peter Cullen : Baby
- Jennifer Darling
- David Doyle : Mel
- Miriam Flynn
- Dick Gautier : Louis
- Jonathan Harris
- Christina Lange : Rocki
- Allan Melvin : Chucky
- Don Messick : Pepe
- Lynne Moody
- Jonathan Schmock : Fritz Carlos
- Susan Silo : Mme Escrow
- Susan Tolsky : Annabell
- Chick Vennera : Sam
- Frank Welker : Foofur
- Eugene Williams : Fencer

#### Invités
- Scott Grimes
- Jim Cummings
- Larry Storch
- Phil Hartman
- Henry Gibson
- Brian Stokes Mitchell
- Rob Paulsen
- Roscoe Lee Browne
- George Furth
- Robert Mandan
- Jerry Houser
- Louis Nye
- Percy Rodriguez
- David Ackroyd
- Betty Jean Ward
- Terence McGovern
- Danny Cooksey
- Linda Dangcil
- John Erwin
- June Foray
- Arte Johnson
- Kenneth Mars
- Frank Nelson : Dr Pavlov
- Mark L. Taylor

### Voix françaises
- Pierre Tornade : Foofur, Mel
- Laurence Badie : Rocky
- Henri Courseaux : Matoi, Sammy, Harvey, Charlie (2e voix)
- Jacques Marin : Fritz-Carlos (2e voix)
- Françoise Fleury : Hazel, Dolly (2e voix)
- Michel Modo : Louis, Chucky
- Christine Delaroche : Annabelle, Baby
- Claude Chantal : Mme de Froissard, Dolly (1re voix)
- Albert Augier : Charlie (1re voix)
- Maurice Sarfati, Jacques Torrens, Serge Bourrier, Pierre Trabaud : voix additionnelles

## Épisodes

### Première saison (1986)
1. A Little Off the Top
2. A Clean Sweep
3. Moving Experience
4. Dogstyles of the Rich & Famous
5. Foofur Falls in Love
6. The Last Resort
7. Thicker Than Water
8. Hot Over the Collar
9. A-Job Hunting We Will Go
10. A Royal Pain
11. Nothing to Sneeze All
12. Country Club Chaos
13. You Dirty Rat
14. This Little Piggy's on TV
15. Fencer's Freaky Friday
16. Legal Beagles
17. Bon Voyage Rocki
18. Russian Through New York
19. Fritz-Carlos Bombs Out
20. New Tricks
21. Mad Dogs and Englishmen

### Deuxième saison (1987-1988)
1. Pepe's Pet Peeve
2. Clothes Make the Dog
3. Boot Camp Blues
4. My Pharoah Lady
5. What Price Fleadom?
6. Winging It
7. The Dog's Meow
8. Friend Foofur's Foul-Up
9. Alone at Last, Dahling
10. Tooth or Consequences
11. Fencer Finds a Family
12. The Nose Knows
13. Just Bumming Around
14. Annabell Goes Punk
15. Just Like Magic
16. Puppy Love
17. Weekend in the Condo
18. Bye, Bye, Birdie
19. Fencer Gets Soul
20. Rocki's Big Fib
21. You Bet Your Life
22. Louis Sees the Light
23. Annabell Gets Framed
24. Scary Harry
25. Look Homeward, Foofur